# .gy
.gy ist die länderspezifische Top-Level-Domain (ccTLD) Guyanas. Sie wurde am 13. September 1994 eingeführt und wird von der Universität Guyana beziehungsweise deren Centre for Information Technology (Zentrum für Informationstechnologie) verwaltet.

## Eigenschaften
Insgesamt darf eine .gy-Domain zwischen drei und 63 Zeichen lang sein, Sonderzeichen können nicht verwendet werden. Für die Anmeldung ist ein Wohnsitz oder eine Niederlassung im Land nicht notwendig, die Adresse steht also auch Ausländern offen. Neben .gy existieren zahlreiche Second-Level-Domains, wie beispielsweise .com.gy und .co.gy für Unternehmen und .net.gy für Internet Service Provider. Im Jahr 2007 erreichte .gy größere Aufmerksamkeit, nachdem Anmeldungen für längere Zeit seitens der Vergabestelle blockiert worden waren.

## Weblink
- Website der Vergabestelle